# Julia Obermeier

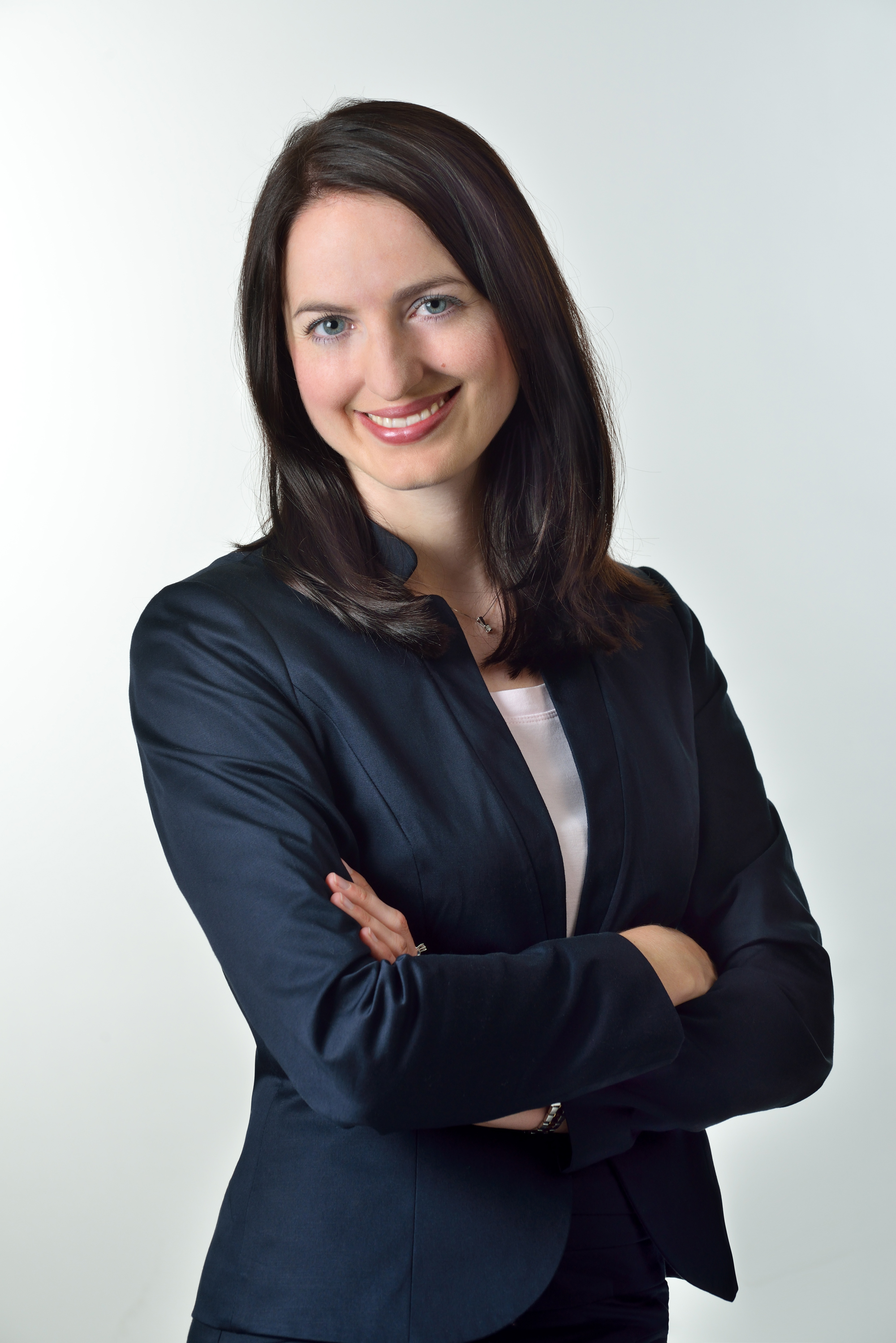
Julia Obermeier (2013)

Julia Obermeier (* 7. September 1984 in München als Julia Bartz) ist eine deutsche Politikerin der CSU und war von 2013 bis 2017 Mitglied des Deutschen Bundestages sowie Mitglied in der Parlamentarischen Versammlung des Europarates.

## Leben und Beruf
Nach dem Abitur 2003 am Gymnasium Gars studierte Obermeier bis 2008 Politikwissenschaften an der Ludwig-Maximilians-Universität München. Parallel war sie 2006/2007 zunächst Assistentin des Direktors für Europäische Forschungspolitik und Innovation der Degussa-Konzernrepräsentanz in Brüssel, anschließend wissenschaftliche Mitarbeiterin im Büro des CSU-Generalsekretärs und ab 2009 zunächst Mitarbeiterin, dann ab 2013 stellvertretende Leiterin des Planungsstabs der CSU-Fraktion im Bayerischen Landtag.
Julia Obermeier ist römisch-katholischer Konfession und seit 2015 verheiratet.

## Partei
2004 wurde Obermeier Mitglied der CSU, der Frauen Union und der Jungen Union. Von 2007 bis 2013 ist sie Vorstandsmitglied der Jungen Union Oberbayern, von 2009 bis 2011 und wieder seit 2013 ist sie Landesvorstandsmitglied der Jungen Union Bayern. Von 2013 bis 2015 war sie Schriftführerin im Bezirksvorstand der Frauen Union Oberbayern. Seit 2015 ist sie im Vorstand des Bezirksverbandes der Frauen Union München, des CSU-Kreisverbandes München-West und des CSU-Ortsverbandes Aubing.
Julia Obermeier ist Mitglied der CSU-Kommission für Grundsatzfragen und Programm, unter der Leitung von Markus Blume und Mitglied im Landesvorstand des Arbeitskreises Außen- und Sicherheitspolitik. Obermeier engagiert sich auch in der Vorstandschaft des Arbeitskreises Migration und Integration München.
Obermeier war von 2007 bis 2015 CSU-Ortsvorsitzende von Maitenbeth und von 2008 bis 2015 Mitglied im Maitenbether Gemeinderat. 2014 wurde sie zudem Mitglied im Kreistag des Landkreises Mühldorf.

## Abgeordnetentätigkeit
Bei der Bundestagswahl 2013 zog Obermeier über Platz 39 der CSU-Landesliste in den Deutschen Bundestag ein.
Sie war Mitglied im Verteidigungsausschuss und stellvertretendes Mitglied im Ausschuss für Ernährung und Landwirtschaft. Zudem war sie ordentliches Mitglied der Parlamentarischen Versammlung des Europarates.
Darüber hinaus war sie stellvertretendes Mitglied der Parlamentarischen Versammlung der NATO und der Interparlamentarische Konferenz für die Gemeinsame Außen- und Sicherheitspolitik und die Gemeinsame Sicherheits- und Verteidigungspolitik.
Obermeier wurde 2015 von der CDU/CSU-Bundestagsfraktion in den Stiftungsrat Treuhänderische Stiftung zur Unterstützung besonderer Härtefälle in der Bundeswehr
und der ehemaligen NVA (Deutsche Härtefallstiftung) berufen.
Bei der Bundestagswahl am 24. September 2017 schied Obermeier aus dem Parlament aus, da die CSU kein einziges ihrer Bundestagsmandate über die Landesliste erhielt (es blieb bei 46 Direktmandaten in den Wahlkreisen).

## Ehrenamtliches Engagement
Obermeier ist Bischöfliche Beauftragte für die Prüfung von Vorwürfen sexualisierter Gewalt der Katholischen Militärseelsorge. 2016 wurde sie vom Protektor der Katholischen Akademie, dem Erzbischof von München und Freising, Reinhard Kardinal Marx, für die Dauer von vier Jahren in den Allgemeinen Rat der Katholischen Akademie berufen.
Darüber hinaus ist Obermeier im Sozialverband VdK Bayern, im Katholischen Deutschen Frauenbund und im Bayernbund München aktiv.

## Schriften
- Macht und Ohnmacht – die Ursachen des Machtverfalls von Edmund Stoiber, in: Fabian Schalt: Neuanfang statt Niedergang. Die Zukunft der Mitgliederparteien. Lit, Berlin u. a. 2009, ISBN 978-3-8258-1684-1, S. 125–137